# Владимиров, Александр Иванович
Александр Иванович Владимиров (5 ноября 1923, Оршанский кантон, Марийская автономная область — 4 августа 2003, Йошкар-Ола) — лейтенант Советской Армии, участник Великой Отечественной войны, Герой Советского Союза (1943).

## Биография
Родился 5 ноября 1923 года в деревне Сычи (ныне — Оршанский район Марий Эл) в семье крестьянина. Учился в средней школе, затем работал лесорубом. В 1942 году Владимиров был призван на службу в Рабоче-крестьянскую Красную Армию. С августа того же года — на фронтах Великой Отечественной войны. К октябрю 1943 года младший сержант Александр Владимиров командовал отделением 1281-го стрелкового полка 60-й стрелковой дивизии 65-й армии Центрального фронта. Отличился во время битвы за Днепр.
В ночь с 16 на 17 октября 1943 года Владимиров вместе со своим отделением переправился через Днепр к югу от посёлка Лоев Гомельской области Белорусской ССР и захватил плацдарм на его западном берегу. Впоследствии в ходе боёв за деревню Бывальки Лоевского района Владимиров первым в своём подразделении ворвался в траншею противника и уничтожил несколько вражеских солдат в рукопашной схватке. Также отделение Владимирова отразило две вражеские контратаки.
Указом Президиума Верховного Совета СССР от 30 октября 1943 года за «образцовое выполнение боевых заданий командования на фронте борьбы с немецкими захватчиками и проявленные при этом мужество и героизм» младший сержант Александр Владимиров был удостоен высокого звания Героя Советского Союза с вручением ордена Ленина и медали «Золотая Звезда» за номером 1651.
В 1944 году окончил курсы младших лейтенантов. В 1945 году он вступил в ВКП(б). В 1947 году в звании лейтенанта был уволен в запас. Проживал в Йошкар-Оле, скончался 4 августа 2003 года, похоронен на Туруновском кладбище.

## Награды
- Медаль «Золотая Звезда» (1943),
- Орден Ленина (1943),
- Орден Отечественной войны 1-й степени,
- Орден «Знак Почёта» (1966),
- медали[1].

## Память
- На доме № 16 по улице Йывана Кырли в Йошкар-Оле, где проживал А. И. Владимиров, установлена мемориальная доска[2].
- Мемориальная доска в память об А. И. Владимирове установлена Российским военно-историческим обществом на здании Марковской средней школы Оршанского района Марий Эл, где он учился[2].
- В ноябре 2023 года новому скверу у Завода полупроводниковых приборов г. Йошкар-Оле присвоено имя бывшего работника предприятия, Героя Советского Союза А. И. Владимирова[3][4].